# Othello (1922)
Othello ist ein deutscher Spielfilm von 1921/1922. Unter der Regie von Dimitri Buchowetzki spielen Emil Jannings als Titelheld und Werner Krauß als Jago die Hauptrollen.

## Handlung
Inhaltlich folgt der Film weitgehend dem Theaterstück von William Shakespeare.
Der Schwarze Othello, Feldherr in der Armee der Republik Venedig, hat heimlich die schöne, kultivierte Desdemona geheiratet. Als der unerfahrene Cassio an Jago vorbei von Othello zum Leutnant befördert wird, sinnt Jago, ein ebenso verschlagener wie missgünstiger, boshafter wie destruktiver Charakter, umgehend auf tödliche Rache. Er will Othello alles nehmen, was dieser besitzt, und ihn zerstören. Mittel zum Zweck ist der junge Rodrigo, der Desdemona ebenfalls liebt und der es gleichfalls nicht ertragen kann, seine Traumfrau in den Händen des Mohren zu sehen. Das Komplott gegen Othello nimmt gefährliche Ausmaße an, als Desdemonas Vater Brabantio von der Liebschaft zwischen seiner Tochter und dem schwarzen Heerführer erfährt. Er glaubt, dass dies nicht ohne gefährlichen Zauber hätte passieren können.
Jago versteht es fortan prächtig, jeden gegen jeden aufzubringen, das von ihm gesponnene Intrigennetz führt dazu, dass bald alle einander misstrauen. Die krankhafte Eifersucht des Schwarzen wird zusätzlich genährt, indem Jago insinuiert, dass Cassio Othello, der den Einflüsterungen seines falschen Freundes nur allzu gern Glauben schenkt, ihn mit der angeblich treulosen Desdemona betrügt. Othello, nunmehr rasend vor Eifersucht, erwürgt seine völlig unschuldige Ehefrau. Als Jagos Intrigenspiel auffliegt, ersticht Othello aus unbändiger Trauer über die von ihm verübte Bluttat sich selbst.

## Produktionsnotizen
Othello wurde von der kleinen Berliner Produktionsfirma Wörner-Film im Spätherbst 1921 und Frühwinter 1921/22 in den Jofa-Ateliers in Berlin-Johannisthal hergestellt. Der siebenaktige Film passierte die Zensur am 23. Februar 1922 und wurde mit Jugendverbot belegt. Am 18. März 1922 erfolgte die Uraufführung.
Karl Machus und Fritz Kraencke schufen die Filmbauten, Friedrich Paulmann arbeitete als zweiter Kameramann Chefkameramann Karl Hasselmann zu.
Nach 1909 ist dies bereits die zweite deutsche Othello-Verfilmung. Die in Deutschland bis dahin kaum in Erscheinung getretene, ungarische Schauspielerin Ica von Lenkeffy spielte Anfang der 20er Jahre in einigen wenigen deutschen Filmen mit.

## Kritiken
Oskar Kalbus’ Vom Werden deutscher Filmkunst schrieb: „Der große Unterschied zwischen Buchdrama und Film geht beispielsweise aus dem Film „Othello“ (1922) hervor (mit Emil Jannings in der Titelrolle). Im literarischen Drama kann quälerisch gegrübelt werden, im Filmdrama dagegen steht die Dynamik der Handlung im Mittelpunkt, das Vorwärtstreibende, das Aktive – also in der Othellotragödie: Jago und sein Intrigenspiel. So müßte der Othellofilm eigentlich „Jago“ heißen, denn Jago ist von dem Regisseur Buchowetzki geschickt in den Brennpunkt des filmischen Geschehens gestellt worden. Jago ist Werner Krauß, strotzend von Vitalität und Energie, voller Saft und Kraft. Ein ganzer Kerl.“
In Heinrich Fraenkels Unsterblicher Film hieß es: „Im Banne des Bösen und doch in verzweifelter Abwehr gegen die Einflüsterungen des Intriganten steht hier die Gestalt des „Othello“, des „Mohren von Venedig“: ein harter Soldat und doch ein weicher Mensch, unsäglich mißtrauisch und doch sehr liebebedürftig. Diese tragische Figur und die seines tückischen Gegenspielers habe seit Shakespeare sie schuf, jeden Schauspieler gereizt. Bei Emil Jannings als Othello und Werner Krauß als Jago bleibt es unvergesslich, wie die beiden großen Menschendarsteller einander zu immer höheren Leistungen emporsteigerten.“
Hal Erickson meinte: „Even without the benefit of sound, the 1922 German adaptation of Othello seems more operatic than Shakespearean. This may be due to the casting of Emil Jannings, to whom restraint and subtlety were strangers. Werner Krauss, of Cabinet of Dr. Caligari fame, is on hand as the duplicitous Iago. Appearing as the unfortunate Desdemona is Lea Von Lenkeffy, better known as Lya de Putti. Produced on an elaborate scale, Othello may not be true to the letter of Shakespeare, but is undeniably a smorgasbord of visual delights.“